# Saison 2 de Penny Dreadful
Chronologie
Saison 1 Saison 3
Cet article présente les dix épisodes de la deuxième saison de la série télévisée américano-britannique Penny Dreadful.

## Synopsis
Londres, 1891, une menace quasi invisible massacre la population. Vanessa Ives, une jeune femme aux pouvoirs puissants et hypnotiques, rencontre et accepte de s'allier à Ethan Chandler, un homme rebelle et violent ainsi qu'à Sir Malcolm, un homme riche d'un certain âge aux ressources intarissables pour combattre cette nouvelle menace.

## Distribution

### Acteurs principaux
- Timothy Dalton (VF : Edgar Givry) : Sir Malcolm Murray
- Eva Green (VF : Stéphanie Hédin) : Vanessa Ives
- Josh Hartnett (VF : Frédéric Popovic) : Ethan Chandler
- Reeve Carney (VF : Rémi Caillebot) : Dorian Gray
- Rory Kinnear (VF : Guy Vouillot) : Caliban / John Clare, la créature de Frankenstein
- Danny Sapani (VF : Daniel Lobé) : Sembene
- Harry Treadaway (VF : Alexis Tomassian) : Dr Victor Frankenstein
- Billie Piper (VF : Sylvie Jacob) : Brona Croft / Lily
- Simon Russell Beale (VF : Michel Prud'homme) : Ferdinand Lyle[2]
- Helen McCrory (VF : Anne Rondeleux) : Evelyn Poole / Mme Kali[2]

### Acteurs récurrents
- Sarah Greene : Hecate Poole[2]
- Patti LuPone : Joan Clayton, la Découpeuse[2]
- Douglas Hodge : Bartholomew Rusk[2]
- Jonny Beauchamp : Angelique[2]

## Production

### Diffusions
Aux États-Unis, elle a été diffusée les dimanches à 22 h.
Dans les pays francophones, elle est diffusée en exclusivité sur Netflix.

## Liste des épisodes

### Épisode 1:La Fraîcheur de l'Enfer
- États-Unis /  Royaume-Uni /  Canada : 3 mai 2015 sur Showtime / Sky Atlantic / The Movie Network / Movie Central
- France : 8 mai 2015 sur Netflix[3]

- États-Unis : 575 000 téléspectateurs[4] (première diffusion)

Ethan Chandler se réveille et découvre le massacre du Meriner's Inn, qu'il a perpétré une fois sa nature de loup-garou révélée. Il se prépare à fuir et l'annonce en personne à Vanessa Ives, mais celle-ci est attaquée par trois jeunes créatures féminines aux cicatrices particulières et aux paroles incompréhensibles. Cette nouvelle menace force Sir Murray, qui vient d'enterrer sa fille, à remettre son départ en Afrique pour plus tard. Vanessa a reconnu les marques et les paroles des créatures, les identifiant comme des sorcières au service du Diable. Ils ignorent cependant qu'elles sont sous le contrôle d'Evelyn Poole. Devant l'état de choc de Vanessa, Chandler décide également de rester et de s'installer dans la demeure de Murray.
- Cet épisode a été mis en ligne gratuitement le 19 avril 2015, en avant-première[5].

### Épisode 2:Verbis Diablo
- États-Unis /  Royaume-Uni /  Canada : 10 mai 2015 sur Showtime / Sky Atlantic / The Movie Network / Movie Central
- France : 15 mai 2015 sur Netflix

- États-Unis : 536 000 téléspectateurs[6] (première diffusion)

- Jonny Beauchamp :	Angelique

### Épisode 3:Les Visiteuses de la nuit
- États-Unis /  Royaume-Uni /  Canada : 17 mai 2015 sur Showtime / Sky Atlantic / The Movie Network / Movie Central
- France : 22 mai 2015 sur Netflix

- États-Unis : 639 000 téléspectateurs[7] (première diffusion)

- Patti LuPone (Joan Clayton, « la Découpeuse »)
- Ronan Vibert (Sir Geoffrey Hawkes)

### Épisode 4:Les Esprits démoniaques en des lieux célestes
- États-Unis /  Royaume-Uni /  Canada : 24 mai 2015 sur Showtime / Sky Atlantic / The Movie Network / Movie Central
- France : 29 mai 2015 sur Netflix

- États-Unis : 640 000 téléspectateurs[8] (première diffusion)

### Épisode 5:Sous la voûte des cieux
- États-Unis /  Royaume-Uni /  Canada : 31 mai 2015 sur Showtime / Sky Atlantic / The Movie Network / Movie Central
- France : 5 juin 2015 sur Netflix

- États-Unis : 712 000 téléspectateurs[9] (première diffusion)

### Épisode 6:Les Horreurs sublimes
- États-Unis /  Royaume-Uni /  Canada : 7 juin 2015 sur Showtime / Sky Atlantic / The Movie Network / Movie Central
- France : 12 juin 2015 sur Netflix

- États-Unis : 566 000 téléspectateurs[10] (première diffusion)

### Épisode 7:Petit scorpion
- États-Unis /  Royaume-Uni /  Canada : 14 juin 2015 sur Showtime / Sky Atlantic / The Movie Network / Movie Central
- France : 19 juin 2015 sur Netflix

- États-Unis : 572 000 téléspectateurs[11] (première diffusion)

### Épisode 8:Memento Mori
- États-Unis /  Royaume-Uni /  Canada : 21 juin 2015 sur Showtime / Sky Atlantic / The Movie Network / Movie Central
- France : 26 juin 2015 sur Netflix

- États-Unis : 523 000 téléspectateurs[12] (première diffusion)

### Épisode 9:L'Enfer est mon seul ennemi
- États-Unis /  Royaume-Uni /  Canada : 28 juin 2015 sur Showtime / Sky Atlantic / The Movie Network / Movie Central
- France : 3 juillet 2015 sur Netflix

- États-Unis : 604 000 téléspectateurs[13] (première diffusion)

### Épisode 10:Et ils furent ennemis
- États-Unis /  Royaume-Uni /  Canada : 5 juillet 2015 sur Showtime[1] / Sky Atlantic / The Movie Network / Movie Central
- France : 10 juillet 2015 sur Netflix

- États-Unis : 746 000 téléspectateurs[14] (première diffusion)

- David Haig : Oscar Putney
- Ruth Gemmell : Octavia Putney
- Tamsin Topolski : Lavinia Putney

Vanessa fait face au démon qui lui parle et lit en elle à travers la marionnette à son effigie créée par Evelyn Poole. Le Diable lui fait miroiter ses plus profonds désirs, une vie de famille normale aux côtés d'Ethan Chandler, mais alors qu'elle semble tentée, elle refuse et utilise le Verbis Diablo contre la marionnette pour rompre son lien avec le Diable. Evelyn Poole sent alors sa jeunesse lui échapper et tente de tuer Vanessa ; c'est là que Hecate libère Ethan, devenu loup, qui tue Evelyn avant de prendre la fuite devant Vanessa. La magie de la sorcière se disperse, libérant Malcolm et Victor de leurs hallucinations qui les poussaient au suicide. Malcolm et Lyle tuent deux des sorcières avant de retrouver le corps sans vie de Sembene et de quitter le manoir. De son côté, Caliban découvre que ses employeurs espèrent sa coopération pour son freak show mais il préfère les tuer et laisser derrière lui leur fille aveugle éplorée, alors qu'elle exprimait tout son mépris pour lui.